# Курманов, Карыпбай
Карыпба́й Курма́нов (кирг. Карыпбай Курманов; 5 января 1907 года, село Кызыл-Арык — 18 мая 1995 года, село Кызыл-Арык, Ысык-Атинский район, Чуйская область) — председатель колхоза «Сын-Таш» Чуйского района Чуйской области, Киргизская ССР. Герой Социалистического Труда (1966). Депутат Верховного Совета Киргизской ССР. Член КПСС с 1939 года.

## Биография
Родился 5 января 1907 года в крестьянской семье в селе Кызыл-Арык.
С 1943 по 1971 года — председатель колхоза «Сын-Таш» Чуйского района.
Вывел колхоз в число передовых сельскохозяйственных предприятий Чуйского района. За годы Семилетки (1959—1965) численность коров в колхозе увеличилась с 446 до 591 голов. В 1965 году надои молока от каждой коровы составили 2500 килограмм. Было настрижено в среднем по 3,4 килограмм шерсти с каждой овцы. Валовой сбор сахарной свеклы увеличился в два раза. Указом Президиума Верховного Совета СССР от 22 марта 1966 года удостоен звания Героя Социалистического Труда с вручением ордена Ленина и золотой медали «Серп и Молот».
Трижды избирался депутатом Верховного Совета Киргизской ССР (1955—1959; 1963—1967; 1967—1975).
После выхода на пенсию проживал в родном селе, где скончался 18 мая 1995 года.
В 1996 году средней школе села Тельман Ысык-Атинского района было присвоено имя Карыпбая Курманова.
Награды
- Орден Ленина
- Герой Социалистического Труда
- Орден Трудового Красного Знамени
- 2 Орден «Знак Почёта»